# 科伯克 (阿拉斯加州)
科伯克（英語：Kobuk），是美国阿拉斯加州的一座城市。该市的人口在2000年为109人，2010年有151人。人口在阿拉斯加州排行第118。